# Marie-Joseph-Maurice de Bazelaire de Ruppierre
Marie-Joseph-Maurice de Bazelaire de Ruppierre, francoski general, * 1878, † 1966.